# Kvinde i chemise
Kvinde i chemise eller Woman in a Chemise er et maleri fra 1906 malet af André Derain. Maleriet er et Statens Museum for Kunst 10 største highlights.
En række af André Derains værker kom på auktion i 1920'erne. Her køber den danske kunstsamler Johannes Rump Woman in a Chemise på D.-H. Kahnweilers auktion, Paris, 7.-8. maj 1923,  og donerede det senere til Statens Museum for Kunst.
I december 2024 blev maleriet udsat for hærværk, idet aktivister fra Nødbremsen kastede orange maling på maleriet, maleriet var dog heldigvis bag glas. Nødbremsen har i en pressemeddelelse taget ansvar for hærværket.